# Ormós Zsigmond

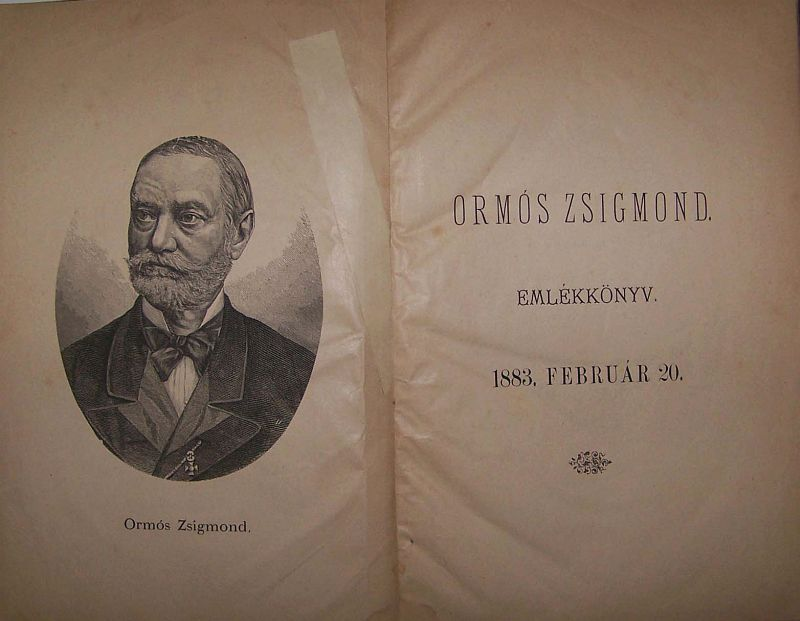
Ormós Zsigmond emlékkönyv (Temesvár, 1883) címlapja

Csicseri Ormós Zsigmond (Pécska, Arad vármegye, 1813. február 20. – Budapest, 1894. november 17.) bánsági magyar politikus, író, újságíró, művészettörténész, műgyűjtő. A Magyar Tudományos Akadémia levelező tagja.

## Életpályája
1813. február 20-án született Pécskán, Arad vármegyében. Apja csicseri Ormós József vármegyei esküdt, anyja kadicsfalvi Török Anna.
Elemi iskolai tanulmányait Pécskán kezdte el. Innen került kilencéves korában az aradi gimnáziumba, ahol csak egy évig tanult, mert szülei a Temes vármegyei Törökszállásra költöztették, majd a Temesvári Piarista Gimnáziumba iratták be. Öt év után a szegedi piaristáknál folytatta diákéveit. Valójában ezek a tanodák vértezték fel alapos klasszikus műveltséggel. Temesvárott például kiválóan megtanult németül, és a zenét is megszerette. Iskolai felkészülésének utolsó állomása a nagyváradi jogakadémia volt, ahol többek között barátságot kötött Lovassy Lászlóval, az országgyűlési ifjak nagy tehetségű vezetőjével.
Temesvárra 1832-ben került vissza joggyakornokként, ám 1834-ben megyéje írnokként Pozsonyba "delegálta". Egyéves ott-tartózkodása alatt látóköre jelentősen kitágult, íróként is bemutatkozott. A politika és az irodalom azonban ekkor még kiegyensúlyozottan tartotta őt a maga erőterében. Ma már regények, művészettörténeti, történelmi tanulmányok, újságcikkek szerzőjeként ismert.
A hivatali pályán Ormós viszonylag simán haladt előre. 1839-ben Temes vármegye második aljegyzőjévé választották, 1841-ben a rékási járásban lett szolgabíró, majd 1846-tól Buziásfürdőn. 1849-ben országgyűlési képviselő lett, és részt vett a megbékélést szolgáló nemzetiségi törvény megalkotásában. A forradalom leverése után négyévi, vasban töltendő várfogságra ítélték. 1850-ben amnesztiát kapott, de ismétlődő házkutatások és haditörvényszéki idézők figyelmeztették, hogy lényegében nem szabad ember. Valószínűleg nem tudott belenyugodni a ráerőltetett új életformába, ezért pénzzé tette vagyonát, és külföldre távozott. Előbb Bécsben, később Olaszországban folytatott művészettörténeti tanulmányokat, bejárta Erdélyt, Németországot, Franciaországot, illetve Ausztriát, és megalapozta műgyűjteményét.
Miután 1860 őszén megyéje főjegyzővé választotta, hazatért. A művészettörténetírás terén elért eredményeiért az MTA levelező tagjai közé fogadta. Akadémiai székfoglalóját 1862-ben tartotta a nazarénus (az itáliai művészetet a némettel ötvöző) művészcsoport egyik jelentős tagjáról, Peter Corneliusról. Az esztétikában, művészetekben jártas embert becsülte benne Arany János is, akivel több levelet váltott.
1866-ban megválasztották Temes vármegye alispánjának, majd 1871-ben főispánnak. Történelmi és régészeti múzeum-társulatot szervezett, amelynek fő feladatául a Bánság múltjának feltárását, fellelhető művelődési javainak összegyűjtését, megőrzését szánta. A színjátszás, a képzőművészeti tevékenység, a rendszeres zenei élet és a sajtó képviselői, szervezői egyaránt támaszra leltek benne. Magángyűjteményét 1888-1895 között az általa alapított Temesvári Szépművészeti Múzeumnak adományozta, ezen gyűjtemény ma is az állandó kiállítás része.
81 éves korában Budapesten hunyt el.

## Emlékezete
Munkásságának emlékezetére vette fel nevét az 1968-ban alakult temesvári Közművelődési Társaság, 1990 óta Ormós Zsigmond Közművelődési Társaság néven működik.

## Munkássága
Az Arad vármegyei Pécskán 1813-ban született és a sokféle nyelvet beszélő Bánságban felnőtt Ormós Zsigmond mind művészettörténeti érdeklődése és közéleti publicisztikája, mind művelődés- és tudományszervező fáradozásai révén vált elismert személyiséggé. Az 1848-as forradalmat megelőző években Szabadelmű levelek vagy democrat labdacsok aristocrat görcs ellen c. korunkig kéziratban maradt politikai röpiratának tanúsága szerint a reformifjúság legjavához tartozott, de azok közül is kitűnt az együtt élő népek iránti toleranciájával: 1841-ben regényt jelentetett meg a zsidók emancipációjának érdekében (Véres bosszú), közel két évtizeddel később pedig "regényes korrajz"-ban elevenítette fel a Bánságnak a török uralom alatti és utáni idejét, s benne a népi együttélés históriai példázatát adta (A Banya sziklája – Piatra Babi. 1858). A kiegyezés után, 1871-ben Temes vármegye főispánjaként nemcsak programbeszédében, de egész közigazgatás-irányítói munkájában a megye különböző nyelveket beszélő lakosai közötti békesség fenntartását tekintette fő törekvésének.
Maradandó művekkel maga is gyarapította a magyar művészettörténeti szakirodalmat, de legalább olyan fontos volt – s sokkal távolabbi időkre kiható – fáradozása a Bánság korszerű magyar művelődési és tudományos intézményeinek létrehozásáért. Így az ő nevéhez fűződik a temesvári székhelyű Délmagyarországi Történelmi és Régészeti Társulat létrehozása, gyűjteményeinek értékes műtárgyakkal és könyvekkel való gyarapítása. Végrendeletében jelentős pénzösszeget is hagyományozott a társulatnak. Eredményesen támogatta a temesvári színjátszást, a helyi képzőművészeti tevékenységet, a zenei életet és a sajtót is. Amikor 1894-ben meghalt, munkatársa és barátja, Patzner István mondott sírja fölött emlékbeszédet (Id. Ormós Zsigmond emlékezete. Temesvár, 1895). Ez az önállóan is megjelent emlékbeszéd volt öröksége hazai számbavételének első bizonysága. Hatalmas levelezéséből 1915-ben az Erdélyi Múzeumban Gálos Rezső tette közzé Szentiváni Mihályhoz írott leveleit; Arany János hozzá írt három levelét (1862-65), Benkő Samu adta ki a Nyelv- és Irodalomtudományi Közleményekben (1965. 166-174); a hozzá írt Munkácsy Mihály-leveleket Vida György publikálta román fordításban és dolgozta fel (Studii şi Cercetări de Istoria Artei, Seria Arta Plastică, 1972); George Cantacuzinónak, a későbbi román pénzügyminiszternek hozzá írott francia nyelvű leveleit Mikó Imre fordításában ugyancsak Benkő Samu hozta nyilvánosságra 1976-ban, amikor a temesvári Állami Levéltárban található Ormós-hagyatékból a Szabadelmű leveleket (Téka, 1976) is megjelentette.
Benkő Samu volt az, aki napjainkban elsőnek hozta vissza a köztudatba Ormós Zsigmond alakját a Szabadelmű levelek kiadásához írott bevezető tanulmányában (Ormós Zsigmond ifjúsága és irodalmi munkásságának kezdetei). E kiadás keltette fel újra az érdeklődést iránta s éltette különösen 1990 után, amikor Temesváron Ormós Zsigmond Közművelődési Társaság alakult, s halálának 100. éves évfordulóján kegyelettel idézték a példamutató előd emlékét.
2024-ben róla nevezték el a pécskai román és magyar tannyelvű 2-es számú általános iskolát.

## Művei
- A bujdosó naplója. Temesvár, 1840.
- Véres bosszú. Regény. Temesvár, 1841. (Kézirata, censurai példány a m. n. múzeumban).
- A halálos büntetés. Temesvár, 1840.
- Mult idők és viszonyok. Regény. Temesvár, … Hat kötet.
- A napló titkai. Temesvár, 1844.
- Fogoly élet a bástya boltozatban, színmű 5 felv., Temesvár.
- Spadille, Manille és Paszta, vígj. Temesvár.
- A banya sziklája. Piatra-babi. Korrajz. Pest, 1858. Két kötet. (Ism. Budapesti Hirlap 188. sz.).
- Adatok a művészet történetéhez. Pest, 1859.
- Utazási emlékek. Pest, 1860., 1862-63. Hat kötet.
- Fóth művészeti szempontból. Pest, 1862.
- A Széchenyi-szobor és a szobrászat realismusa. Pest, 1863.
- Cornelius Peter: életrajz. Pest, 1863.
- A herczeg Eszterházy-képtár műtörténelmi leírása. Pest, 1864.
- Urbinói Santi Rafael. Temesvár, 1867.
- Murányi Ignácz Temes vármegyei főispán emlékezete. Temesvár, 1869. (Németül és románul is. 1869. Temesvár).
- Ormós Zsigmond beiktatási emléke. Temesvár, 1871. (Beszédei).
- Régészeti közlemények. Pest, 1871.
- Giorgione Barbarelli di Castelfranco. Történeti korrajz. Temesvár, 1872.
- Ormós Zsigmond műgyűjteményének Catalogusa. Temesvár, 1874. I. füzet.
- Árpádkori művelődésünk története. Budapest, 1881. (Új olcsó kiadás. Budapest, 1883.).
- Visszaemlékezések. Temesvár, 1885-88. Három kötet. (Ism. Délmagyarországi Közlöny 1888. 227. sz.)
- Elnöki megnyitó- és zárbeszéd a magyar orvosok és természetvizsgálók XXXIII. vándorgyűlésén. Temesvár, 1886
- Kupeczky János mint ember és művész. Temesvár, 1888
- Szabadelmű levelek vagy Democrat lapdacsok aristocrat görcs ellen; függelék: George Cantacuzino levelei Ormós Zsigmondhoz; sajtó alá rend., tan., jegyz. Benkő Samu, szerk. Mikó Imre; Kriterion, Bukarest, 1976. (Téka sorozat)
- A Banya-sziklája. Piatra-Bábi. Korrajz; Mentor, Marosvásárhely, 2003 (Könyvbarát)